# 三川病院
三川病院（みかわびょういん）は、山形県東田川郡三川町にある医療機関。

## 概要
庄内地域の医療に些少でも貢献したいという思いから、2005年に開院。

## 沿革
- 2005年（平成17年) 2月 - 開院。
- 2020年（令和2年）12月 - 新型コロナウイルスの感染拡大による影響で入院患者、職員ら計75人が感染し、クラスターが発生した[1]。

## 診療科
- 内科
- 精神科
- 心療内科

## 外来受付時間・休診日
- 外来受付時間
  - 8:30-11:30 （診療9:00-12:00）

- 休診日
  - 日曜日
  - 祝日

## アクセス
- 公共交通機関
  - バス停「三川中学校前」から徒歩3分[2]

## 周辺
- 山形県消防学校
- 三川町立三川中学校
- 三川町民体育館
- 三川町役場
- 赤川
- なの花温泉田田
- 山形県道333号鶴岡広野線